# Avalon (мініальбом)
«Avalon» — шостий мініальбом британської співачки та авторки пісень Габріель Аплін. Реліз відбувся 6 жовтня 2017 року на лейблі Аплін, Never Fade Records. Назва мініальбому є посиланням на міфічний острів Авалон, згаданий у легендах про короля Артура. Головним синглом стала пісня «Waking Up Slow», випущена 1 вересня 2017 року.

## Список композицій
| Avalon | Avalon           | Avalon                          | Avalon     |
| #      | Назва            | Автор                           | Тривалість |
| ------ | ---------------- | ------------------------------- | ---------- |
| 1.     | «Waking Up Slow» | Габріель Аплін Пітер Райкрофт   | 3:24       |
| 2.     | «Say Nothing»    | Аплін Нік Аткінсон Едд Холловей | 3:40       |
| 3.     | «Used to Do»     | Аплін Аткінсон Холловей         | 3:40       |
| 4.     | «Stay»           | Аплін Аткінсон Холловей         | 4:04       |
| 14:48  |                  |                                 |            |